# Otaku
Otaku (おたく/オタク) er et japansk udtryk der i vesten bruges om "en fan ud over det sædvanlige" af anime/manga.
I Japan derimod er otaku en betegnelse for en ekstrem fan, som ikke interesserer sig for andet end lige sit speciale og ofte mangler enhver form for sociale relationer. Det er dog på vej mod at være i betydningen animefan ligesom i vesten.[kilde mangler]